# District de Myōzai
Le district de Myōzai (名西郡, Myōzai-gun) est un district situé dans la préfecture de Tokushima, au Japon.

## Géographie

### Démographie
Selon une estimation du 1er décembre 2011, la population du district de Myōzai était de 31 812 habitants répartis sur une superficie de 202,14 km2 (densité de population de 157 hab./km2).

### Divisions administratives
Le district de Kaifu est constitué de deux bourgs : Ishii et Kamiyama.